# كين وليامز (لاعب كرة قدم أسترالية)
كين وليامز (بالإنجليزية: Ken Williams)‏ هو لاعب كرة قدم أسترالية أسترالي، ولد في 7 يناير 1918 في Morwell ‏ في أستراليا، وتوفي في 29 نوفمبر 1977.

## وصلات خارجية
- كين وليامز على موقع AustralianFootball.com (الإنجليزية)
- كين وليامز على موقع AFLtables.com (الإنجليزية)